# Шварц, Джейкоб Ральф
Джейкоб Ральф Шварц (англ. Jacob Ralph Schwartz; 1 мая 1889, Бричаны, Хотинский уезд, Бессарабская губерния — 1978, Нью-Йорк) — американский учёный-медик, стоматолог.

## Биография
В детском возрасте переехал с родителями в США. Учился в Cooper Union Institute, College of the City of New York, Институт Пратта. В 1913 году окончил Стоматологический колледж Нью-Йоркского университета (New York University College of Dentistry, DDS), где впоследствии стал профессором. В 1922—1923 годах был президентом Kings County Dental Society, с 1936 года — член Совета директоров стоматологического комитета высшего образования Еврейского университета в Иерусалиме. Основал консервативную синагогу в Восточном Мидвуде (East Midwood Jewish Center, 1924). На протяжении всей профессиональной карьеры был практикующим дантистом в Бруклине.
Автор многочисленных изобретений в области стоматологии и зубного протезирования, коррекции прикуса, а также монографий и учебных пособий по стоматологии (все книги были иллюстрированы им самим). Опубликовал две книги мемуарного характера («Orchard Street» — Садовая улица и «On the Wings of an Eagle» — На орлиных крыльях, 1960). Занимался резьбой по слоновой кости.
Умер в мае 1978 года в Нью-Йорке.

## Монографии
- Practical prosthetic procedure. Нью-Йорк—Лондон: Universal Dental Co, 1934.
- Practical dental anatomy and tooth carving. Henry Kimpton’s Medical Publishing House, 1935.

A treatise on the essentials of dental anatomy as it pertains to the tooth crown and the principles and technique for carving and reproducing the tooth form.
- Cavity preparation and abutment construction in bridgework. H. Kimpton’s medical publishing house, 1936. — 354 стр.
- Modern methods of tooth replacement. Dental Items of Interest Pub. Co., 1942, 1945 и 1948. — 748 стр.
- Preparación de cavidades y confección de pilares para puentes (на испанском языке). Буэнос-Айрес: Labor, 1944. — 290 стр.; 2-е издание — Барселона: Ver Curiosidades, 1950. — 292 стр.
- The acrylic plastics in dentistry. Dental Items of Interest Pub. Co., 1950. — 447 стр.

A textbook on the scientific and technical background of the plastics industry as an aid to the understanding of the use and application of the acrylic resins in dental restorations.
- Inlays and abutments: their preparation and construction for dental restorations. Dental Items of Interest Pub. Co., 1953.

A treatise on the fundamental principles and the technical phases governing the cutting of cavities or preparations in natural teeth for purposes of anchorage; impression methods for accurate reproduction and the construction of inlays and abutments in accordance with modern successful casting procedures.
- Orchard Street (A Carlton reflection book). Comet Press Books, 1960. — 309 стр.
- On the wings of an eagle. Comet Press Books, 1960. — 196 стр.